# Music On! TV
A MUSIC ON! TV (ミュージック・オン・ティーヴィ; Hepburn: Myujikku On Tivi) vagy más néven M-On! (エムオン; Hepburn: Emu On!) japán kábeltelevíziós hálózat, melyet az M-On Entertainment, Inc. (株式会社エムオン・エンタテインメント; Hepburn: Kabushiki Gaisha Emu On Entateinmento), a Sony Music Entertainment Japan, Inc. (SMEJ) leányvállalata üzemeltet.

## Története
- 1998. március 2. — A Sony vezetősége megalapítja az M-On Entertainment, Inc. céget SME TV, Inc. (株式会社エスエムイー・ティーヴィ; Hepburn: Kabushiki Gaisha Esu Emu I Tivi?) név alatt.
- 1998. július 1. — Az SME TV, Inc. elindítja a Viewsic (ヴュージック; Hepburn: Viyujikku?) televízióadót (az angol view (nézni) és music (zene) szavak összerántása).
- 2002. június 1. — A SKY PerfecTV! e2 felveszi a Viewsicet a kínálatába.
- 2004. május 1. — A Viewsic Music On! TV néven indul újra.
- 2009. október 1. — A Music On! TV elkezd magas felbontásban sugározni.
- 2012. március 31. — A Music On! TV, Inc. egyesül Sony Magazines Co., Ltd. nevű testvérvállalatával, létrehozva az M-On Entertainment, Inc.-et.

## Műsorai

### Videóklipek
- Szakidori! (サキドリ!?)
- Artist File
  - Artist File International
- J-pop Clips/J-pop Hits!
- International Clips
- Back to ××××
- Kiss x Kiss
- Kira kira (キラ◇キラ?)
- Animanger (動画戦隊！アニメンジャー?)
- Korea Hits
- Visualism
- Back to the 80’s International
- Back to the 90’s International

### Hírműsorok
- M-On! News and Clips
- Anime On! (animehírek)
- Idol On! (idolhírek)
- Movie On! (filmhírek)
- Visual On! (visual kei hírek)
- Select (új zenei megjelenések)

### Koncertek
- Asahi Super Dry the Live
  - Asahi Super Dry the Live Navi
- Live Dam Presents Liven Up

### Slágerlisták
- M-On! Countdown 100
- M-On! Album Countdown 50
- M-On! Karaoke Countdown
- M-On! International Countdown 20
- Keitai! Download Countdown with iTunes
- Musico Countdown
- Korea On! Countdown 10: M-On! K-pop Best 10
- YouTube Japan View Countdown

### K-pop-műsorok
- Korea-Wide
- Superstar K (harmadik évad)[3]
- Mnet Asian Music Awards

### Egyebek
- 5 Riosi! (５リオシ!; Hepburn: Go Rioshi!?)
- GGTV: George’s Garage
- We Believe in Music
- Love On! TV
- Kung Faux